# 西郢州
西郢州，南北朝时北魏、西魏设立的州，约在今河南省驻马店市泌阳县。
魏孝明帝在比阳县（治所在今河南省泌阳县）置西郢州，后入西魏，西魏废帝三年（554年）改西郢州为鸿州。周武帝天和二年（567年）北周把鸿州并入淮州，改为真昌郡。隋炀帝时，比阳县属于河南郡。